# Aphantochilus inermipes
Aphantochilus inermipes là một loài nhện trong họ Thomisidae.
Loài này thuộc chi Aphantochilus. Aphantochilus inermipes được Eugène Simon miêu tả năm 1929.